# U.S. Men's Clay Court Championships
U.S. Men's Clay Court Championships är en tennisturnering som spelas i Houston i Texas i USA. Turneringen är en del av kategorin 250 Series på ATP-touren. Den startades 1910 och är den sista ATP-tourtävlingen i USA som spelas på grus.
Tävlingen spelades på Omaha Field Club i Omaha i Nebraska de fyra första åren. Sedan dess har tävlingen flyttat mellan olika städer.

## Resultat
| Houston, Texas - River Oaks Country Club | Houston, Texas - River Oaks Country Club | Houston, Texas - River Oaks Country Club | Houston, Texas - River Oaks Country Club |
| År                                       | Mästare                                  | Finalist                                 | Resultat                                 |
| ---------------------------------------- | ---------------------------------------- | ---------------------------------------- | ---------------------------------------- |
| 2011                                     | Ryan Sweeting                            | Kei Nishikori                            | 6–4, 7–6 (7-3)                           |
| 2010                                     | Juan Ignacio Chela                       | Sam Querrey                              | 5–7, 6–4, 6–3                            |
| 2009                                     | Lleyton Hewitt                           | Wayne Odesnik                            | 6-2, 7-5                                 |
| 2008                                     | Marcel Granollers Pujol                  | James Blake                              | 6-4, 1-6, 7-5                            |
| Houston, Texas - Westside Tennis Club    |                                          |                                          |                                          |
| 2007                                     | Ivo Karlović                             | Mariano Zabaleta                         | 6-4, 6-1                                 |
| 2006                                     | Mardy Fish                               | Jürgen Melzer                            | 3-6, 6-4, 6-3                            |
| 2005                                     | Andy Roddick                             | Sébastien Grosjean                       | 6-2, 6-2                                 |
| 2004                                     | Tommy Haas                               | Andy Roddick                             | 6-3, 6-4                                 |
| 2003                                     | Andre Agassi                             | Andy Roddick                             | 3-6, 6-3, 6-4                            |
| 2002                                     | Andy Roddick                             | Pete Sampras                             | 7-6 (11-9), 6-3                          |
| 2001                                     | Andy Roddick                             | Hyung-Taik Lee                           | 7-5, 6-3                                 |
| Orlando, Florida                         |                                          |                                          |                                          |
| 2000                                     | Fernando González                        | Nicolás Massú                            | 6-2, 6-3                                 |
| 1999                                     | Magnus Norman                            | Guillermo Cañas                          | 6-0, 6-3                                 |
| 1998                                     | Jim Courier                              | Michael Chang                            | 7-5, 3-6, 7-5                            |
| 1997                                     | Michael Chang                            | Grant Stafford                           | 4-6, 6-2, 6-1                            |
| Pinehurst, North Carolina                |                                          |                                          |                                          |
| 1996                                     | Fernando Meligeni                        | Mats Wilander                            | 6-4, 6-2                                 |
| 1995                                     | Thomas Enqvist                           | Javier Frana                             | 6-3, 3-6, 6-3                            |
| Birmingham, Alabama                      |                                          |                                          |                                          |
| 1994                                     | Jason Stoltenberg                        | Gabriel Markus                           | 6-3, 6-4                                 |
| Charlotte, North Carolina                |                                          |                                          |                                          |
| 1993                                     | Horacio de la Peña                       | Jaime Yzaga                              | 3-6, 6-3, 6-4                            |
| 1992                                     | MaliVai Washington                       | Claudio Mezzadri                         | 6-3, 6-3                                 |
| 1991                                     | Jaime Yzaga                              | Jimmy Arias                              | 6-3, 7-5                                 |
| Kiawah Island, South Carolina            |                                          |                                          |                                          |
| 1990                                     | David Wheaton                            | Mark Kaplan                              | 6-4, 6-4                                 |
| Charleston, South Carolina               |                                          |                                          |                                          |
| 1989                                     | Jay Berger                               | Lawson Duncan                            | 6-4, 6-3                                 |
| 1988                                     | Andre Agassi                             | Jimmy Arias                              | 6-2, 6-2                                 |
| Indianapolis, Indiana                    |                                          |                                          |                                          |
| 1987                                     | Mats Wilander                            | Kent Carlsson                            | 7-5, 6-3                                 |
| 1986                                     | Andrés Gómez                             | Thierry Tulasne                          | 6-4, 7-6                                 |
| 1985                                     | Ivan Lendl                               | Andrés Gómez                             | 6-1, 6-3                                 |
| 1984                                     | Andrés Gómez                             | Balázs Taróczy                           | 6-0, 7-6                                 |
| 1983                                     | Jimmy Arias                              | Andrés Gómez                             | 6-4, 2-6, 6-4                            |
| 1982                                     | José Higueras                            | Jimmy Arias                              | 7-5, 5-7, 6-3                            |
| 1981                                     | José Luis Clerc                          | Ivan Lendl                               | 4-6, 6-4, 6-2                            |
| 1980                                     | José Luis Clerc                          | Mel Purcell                              | 7-5, 6-3                                 |
| 1979                                     | Jimmy Connors                            | Guillermo Vilas                          | 6-1, 2-6, 6-4                            |
| 1978                                     | Jimmy Connors                            | José Higueras                            | 7-5, 6-1                                 |
| 1977                                     | Manuel Orantes                           | Jimmy Connors                            | 6-1, 6-3                                 |
| 1976                                     | Jimmy Connors                            | Wojtek Fibak                             | 6-2, 6-4                                 |
| 1975                                     | Manuel Orantes                           | Arthur Ashe                              | 6-2, 6-2                                 |
| 1974                                     | Jimmy Connors                            | Björn Borg                               | 5-7, 6-3, 6-4                            |
| 1973                                     | Manuel Orantes                           | Georges Goven                            | 6-4, 6-1, 6-4                            |
| 1972                                     | Bob Hewitt                               | Jimmy Connors                            | 7-6, 6-1, 6-2                            |
| 1971                                     | Željko Franulović                        | Cliff Richey                             | 6-3, 6-4, 0-6, 6-3                       |
| 1970                                     | Cliff Richey                             | Stan Smith                               | 6-2, 10-8, 3-6, 6-1                      |
| 1969                                     | Željko Franulović                        | Arthur Ashe                              |                                          |

### Resultat före öppna eran
| År   | Stad                     | Mästare            | Finalist            | Resultat                |
| ---- | ------------------------ | ------------------ | ------------------- | ----------------------- |
| 1968 | Milwaukee, Wisconsin     | Clark Graebner     | Stan Smith          |                         |
| 1967 | Milwaukee, Wisconsin     | Arthur Ashe        | Marty Riessen       |                         |
| 1966 | Milwaukee, Wisconsin     | Cliff Richey       | Frank Froehling II  |                         |
| 1965 | River Forest, Illinois   | Dennis Ralston     | Cliff Richey        |                         |
| 1964 | River Forest, Illinois   | Dennis Ralston     | Chuck McKinley      |                         |
| 1963 | River Forest, Illinois   | Chuck McKinley     | Dennis Ralston      |                         |
| 1962 | Chicago, Illinois        | Chuck McKinley     | Fred Stolle         |                         |
| 1961 | River Forest, Illinois   | Bernard Bartzen    | Donald Dell         |                         |
| 1960 | River Forest, Illinois   | Barry MacKay       | Bernard Bartzen     |                         |
| 1959 | River Forest, Illinois   | Bernard Bartzen    | Whitney Reed        |                         |
| 1958 | River Forest, Illinois   | Bernard Bartzen    | Sam Giammalva       |                         |
| 1957 | River Forest, Illinois   | Vic Seixas         | Herbert Flam        |                         |
| 1956 | River Forest, Illinois   | Herbert Flam       | Edward Moylan       |                         |
| 1955 | Atlanta, Georgia         | Tony Trabert       | Bernard Bartzen     |                         |
| 1954 | River Forest, Illinois   | Bernard Bartzen    | Tony Trabert        |                         |
| 1953 | River Forest, Illinois   | Vic Seixas         | Ham Richardson      |                         |
| 1952 | River Forest, Illinois   | Art Larsen         | Dick Savitt         |                         |
| 1951 | River Forest, Illinois   | Tony Trabert       | Art Larsen          |                         |
| 1950 | River Forest, Illinois   | Herbert Flam       | Ted Schroeder       |                         |
| 1949 | River Forest, Illinois   | Pancho Gonzalez    | Frank Parker        | 6-1, 3-6, 8-6, 6-3      |
| 1948 | River Forest, Illinois   | Pancho Gonzalez    | Nick Carter         | 7-5, 6-2, 6-3           |
| 1947 | Salt Lake City, Utah     | Frank Parker       | Ted Schroeder       |                         |
| 1946 | River Forest, Illinois   | Frank Parker       | Bill Talbert        |                         |
| 1945 | Chicago, Illinois        | Bill Talbert       |                     |                         |
| 1944 | Detroit, Michigan        | Pancho Segura      |                     |                         |
| 1943 | Detroit, Michigan        | Seymour Greenberg  | Bill Talbert        |                         |
| 1942 | St. Louis, Missouri      | Seymour Greenberg  | Harris Everett      |                         |
| 1941 | River Forest, Illinois   | Frank Parker       | Bobby Riggs         |                         |
| 1940 | Chicago, Illinois        | Don McNeill        |                     |                         |
| 1939 | Chicago, Illinois        | Frank Parker       |                     |                         |
| 1938 | River Forest, Illinois   | Bobby Riggs        | Gardnar Mulloy      |                         |
| 1937 | Chicago, Illinois        | Bobby Riggs        |                     |                         |
| 1936 | River Forest, Illinois   | Bobby Riggs        | Frank Parker        |                         |
| 1935 | Chicago, Illinois        | Bryan Grant        |                     |                         |
| 1934 | Chicago, Illinois        | Bryan Grant        | Donald Budge        |                         |
| 1933 | Chicago, Illinois        | Frank Parker       |                     |                         |
| 1932 | Memphis, Tennessee       | George Lott        | Bryan Grant         |                         |
| 1931 | St. Louis, Missouri      | Ellsworth Vines    | Keith Gledhill      |                         |
| 1930 | Kansas City, Missouri    | Bryan Grant        | Wilbur F. Coen, Jr. | 6-2, 6-4, 6-2           |
| 1929 | Indianapolis, Indiana    | Emmett Pare        | J. Gilbert Hall     |                         |
| 1928 | Not Held                 |                    |                     |                         |
| 1927 | Detroit, Michigan        | Bill Tilden        | John Hennessey      |                         |
| 1926 | Detroit, Michigan        | Bill Tilden        | Brian Norton        | Default                 |
| 1925 | St. Louis, Missouri      | Bill Tilden        | George Lott         |                         |
| 1924 | St. Louis, Missouri      | Bill Tilden        | Harvey Snodgrass    |                         |
| 1923 | Indianapolis, Indiana    | Bill Tilden        | Manuel Alonso       | 6-2, 6-8, 6-1, 7-5      |
| 1922 | Indianapolis, Indiana    | Bill Tilden        |                     |                         |
| 1921 | Chicago, Illinois        | Walter T. Hayes    |                     |                         |
| 1920 | Chicago, Illinois        | Roland Roberts     |                     |                         |
| 1919 | Chicago, Illinois        | Bill Johnston      |                     |                         |
| 1918 | Chicago, Illinois        | Bill Tilden        |                     |                         |
| 1917 | Cincinnati, Ohio         | Sam Hardy          | Charles Garland     | 3-6, 6-1, 6-3, 6-3      |
| 1916 | Cleveland, Ohio          | Willis E. Davis    |                     |                         |
| 1915 | Pittsburgh, Pennsylvania | R. Norris Williams | Clarence Griffin    | Default                 |
| 1914 | Cincinnati, Ohio         | Clarence Griffin   | Elia Fottrell       | 3-6, 6-8, 8-6, 6-0, 6-2 |
| 1913 | Omaha, Nebraska          | John R. Strachan   |                     |                         |
| 1912 | Omaha, Nebraska          | R. Norris Williams |                     |                         |
| 1911 | Omaha, Nebraska          | Walter T. Hayes    |                     |                         |
| 1910 | Omaha, Nebraska          | Melville Long      |                     |                         |